# Confindustria
La Confindustria, abbreviazione di Confederazione generale dell'industria italiana, è la principale organizzazione rappresentativa delle imprese manifatturiere e di servizi italiane, raggruppando su base volontaria oltre 150 000 imprese, comprendendo anche banche e dal 1993 anche aziende pubbliche per un totale di 5 439 370 addetti.

## Storia
Fu fondata il 5 maggio 1910, con sede a Torino e dal 1919 a Roma, per tutelare gli interessi delle aziende industriali nei confronti dei sindacati dei lavoratori. Il suo presidente, Dante Ferraris, nel 1919 fu chiamato come ministro dell'Industria nel governo Nitti. Dopo il delitto Matteotti, il direttivo della Confindustria chiese il ripristino dell'ordine e della legalità costituzionale con un memorandum presentato nel settembre 1924 a Mussolini.
Nel 1925 riconobbe come unici interlocutori i sindacati fascisti. In quegli anni l'intervento pubblico, sfociato nel 1933 nella creazione dell'IRI, salvò dal dissesto numerose imprese in quel periodo di crisi mondiale.
Nel 1926 fu costituita la "Confederazione generale fascista dell'industria italiana" ai sensi della legge 3 aprile 1926, n. 563. Aveva sede in Roma e inquadrava sotto di sé le Federazioni nazionali di categoria, che rappresentavano i datori di lavoro di ciascun settore (industrie estrattive, fibre tessili, legno, ecc.) e sul territorio si articolava in unioni provinciali. Nel 1934 fu denominata "Confederazione fascista degli industriali". Ebbe tra i presidenti Giuseppe Volpi e Alberto Pirelli. Fu infine liquidata nel 1944
Nel dopoguerra la Confindustria assunse un ruolo di primo piano nell'opera di ricostruzione post-bellica, che contemporaneamente siglò importanti accordi con i sindacati. Gli anni del boom economico portarono a uno sviluppo delle grandi imprese, insieme a forti divergenze all'interno dell'organizzazione sulla posizione nei confronti governi di centro-sinistra.
Dopo l'"autunno caldo", negli anni settanta varò la cosiddetta "riforma Pirelli" per rafforzare le proprie strutture organizzative con una rappresentanza più equilibrata e partecipata delle associazioni territoriali e di categoria e nel 1975 tornò la collaborazione con i sindacati, con l'accordo sull'indicizzazione dei salari. Nel 1976 per la prima volta divenne presidente un personaggio che non era un imprenditore, l'ex governatore della Banca d'Italia Guido Carli, cui fu affiancato come direttore un economista di fama come Paolo Savona.
Nel 1999 è stata varata la "Carta dei Valori Associativi".
Nei decenni successivi emergeva una ormai cronica crisi strutturale dove le uniche grandi imprese industriali rimaste erano tutte pubbliche.

## Descrizione

### Organizzazione
La confederazione è guidata da un presidente, eletto ogni quattro anni. È affiancato da un Consiglio di 9 membri (vice presidenti), cui sono affidate deleghe operative. L'attuale presidente è Emanuele Orsini in carica dal 4 aprile 2024. La direzione generale coordina tutta la struttura, dal centro studi, alle relazioni esterne, alle risorse umane, alle varie politiche: dal 2023 il Direttore Generale è Raffaele Langella.
È suddivisa in 24 Federazioni di settore, che aggregano le associazioni di categoria, per rappresentarne e tutelarne gli interessi comuni. 
Sul territorio vi sono 16 Confindustrie regionali e 98 Associazioni territoriali.

### Sedi
Dal 1972 la sede principale di Confindustria è in Viale dell'Astronomia 30, all'EUR. Per questo motivo "Viale dell'Astronomia" è spesso usato come metonimia per indicare l'organizzazione.
Complessivamente ha 103 sedi territoriali con identiche strutture burocratizzate e diffuse anche a livello regionale e provinciale tra loro autonome  con bilanci separati e riservati da non contemplare un bilancio consolidato.. La prima sede periferica fu Confindustria Sicilia, chiamata "Sicindustria", voluta nel 1950 da Domenico La Cavera.
Assolombarda (Lombardia), Confindustria Emilia (Emilia-Romagna) e Unindustria (Lazio) sono le tre maggiori realtà italiane per numero di imprese associate. La seconda ha la particolarità di rappresentare 3.300 associati, la metà della Lombardia, di cui 2.250 sono piccole imprese al di sotto dei 50 dipendenti e dei 50 milioni di euro di fatturato annuo, e rappresentanti 20 filiere industriali.

## Presidenti
| Nº | Presidente | Presidente                  | Mandato     |
| -- | ---------- | --------------------------- | ----------- |
| 1  |            | Louis Bonnefon Craponne     | 1910 - 1913 |
| 2  |            | Ferdinando Bocca            | 1913 - 1918 |
| 3  |            | Dante Ferraris              | 1919 - 1919 |
| 4  |            | Giovanni Battista Pirelli   | 1919 - 1919 |
| 5  |            | Giovanni Silvestri          | 1919 - 1920 |
| 6  |            | Ettore Conti di Verampio    | 1920 - 1921 |
| 7  |            | Raimondo Targetti           | 1922 - 1923 |
| 8  |            | Antonio Stefano Benni       | 1923 - 1934 |
| 9  |            | Alberto Pirelli             | 1934 - 1934 |
| 10 |            | Giuseppe Volpi di Misurata  | 1934 - 1943 |
| 11 |            | Giovanni Balella            | 1943 - 1943 |
| 12 |            | Giuseppe Mazzini            | 1943 - 1943 |
| 13 |            | Fabio Friggeri              | 1944 - 1945 |
| 14 |            | Angelo Costa                | 1945 - 1955 |
| 15 |            | Alighiero De Micheli        | 1955 - 1961 |
| 16 |            | Furio Cicogna               | 1961 - 1966 |
| –  |            | Angelo Costa                | 1966 - 1970 |
| 17 |            | Renato Lombardi             | 1970 - 1974 |
| 18 |            | Giovanni Agnelli            | 1974 - 1976 |
| 19 |            | Guido Carli                 | 1976 - 1980 |
| 20 |            | Vittorio Merloni            | 1980 - 1984 |
| 21 |            | Luigi Lucchini              | 1984 - 1988 |
| 22 |            | Sergio Pininfarina          | 1988 - 1992 |
| 23 |            | Luigi Abete                 | 1992 - 1996 |
| 24 |            | Giorgio Fossa               | 1996 - 2000 |
| 25 |            | Antonio D'Amato             | 2000 - 2004 |
| 26 |            | Luca Cordero di Montezemolo | 2004 - 2008 |
| 27 |            | Emma Marcegaglia            | 2008 - 2012 |
| 28 |            | Giorgio Squinzi             | 2012 - 2016 |
| 29 |            | Vincenzo Boccia             | 2016 - 2020 |
| 30 |            | Carlo Bonomi                | 2020 - 2024 |
| 31 |            | Emanuele Orsini             | dal 2024    |

### Direttori generali
- 1910–1934: Gino Olivetti
- 1936–1943: Giovanni Balella
- 1946–1970: Mario Morelli
- 1970–1976: Franco Mattei
- 1976–1980: Paolo Savona
- 1980–1984: Alfredo Solustri
- 1984–1990: Paolo Annibaldi
- 1990–2000: Innocenzo Cipolletta
- 2000–2004: Stefano Parisi
- 2004–2009: Maurizio Beretta
- 2009–2012: Giampaolo Galli
- 2012–2020: Marcella Panucci
- 2020–2023: Francesca Mariotti
- 2023–2024: Raffaele Langella
- Dal 2024: Maurizio Tarquini

## Partecipazioni

### L'Università: la LUISS Guido Carli

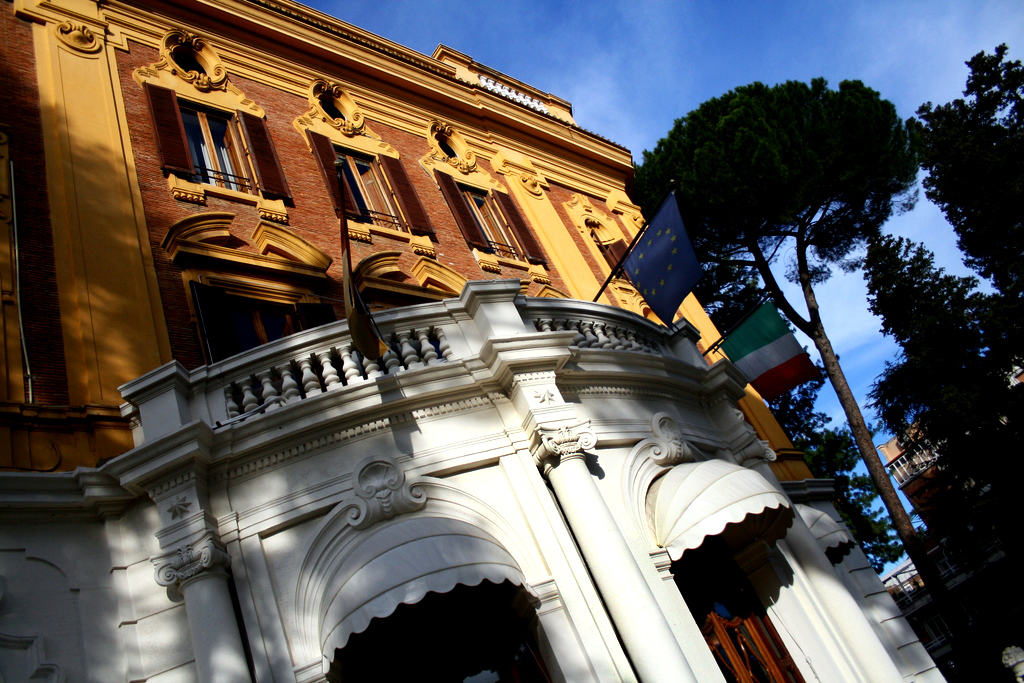
La sede storica della LUISS in via Pola

La Confindustria è proprietaria dell'Ateneo romano "LUISS Guido Carli", nato dall'acquisto da parte della stessa associazione degli imprenditori di una precedente istituzione universitaria: l'Università Pro Deo, costituita nel 1966.
L'istituzione è stata fondata nel 1974.
Nel 1977 l'Università cambia il nome in LUISS - Libera Università internazionale degli studi sociali. Un anno dopo, l'allora Presidente di Confindustria Guido Carli diventa presidente dell'Università che presiede fino alla sua morte, nel 1993. Nel 1994 il consiglio di amministrazione LUISS intitola l'Università alla sua memoria e nel 1997 costituisce la LUISS Management S.p.A. per tutte le attività di formazione rivolte al mercato.

### Il quotidiano:Il Sole 24 ORE
Venne fondato il 9 novembre del 1965 grazie all'accorpamento di due noti giornali di quell'epoca, Il Sole (nato nel 1865) e il 24 Ore (che sorse nel periodo della seconda guerra mondiale). Le sue sedi sono ormai sparse in tutto il paese ma i due principali centri di redazione rimangono Milano, sede centrale che è situata in viale Sarca, e Roma in cui vi è quella parte di redazione con specifici obiettivi politici.
Il gruppo è attualmente sotto la gestione di Confindustria, che lo ha acquistato in tutti i suoi settori: Il Sole24ORE non è soltanto un quotidiano ma rappresenta un sistema editoriale formato da: IlSole24ORE Radiocor (agenzia di stampa economico - finanziaria), IlSole24ORE.com (il sito del quotidiano con accesso a servizi, banche dati e giornale digitale a pagamento), Radio 24 (emittente radiofonica nazionale "news and talk" nata il 4 ottobre 1999), Ventiquattrore.tv (è stata l'emittente del Gruppo 24ORE su satellite e sul digitale terrestre dal 2001 a fine 2006).

## Loghi storici

Logo dal 1923 al 1926
Logo dal 1926 al 1934
Logo dal 1934 al 1943
Logo dal 1943 al 1946
Logo dal 1946 al 1983
Logo dal 1983 al 2003